# Cum tam divino
Cum tam divino est une bulle pontificale datée du 19 février 1505, dans laquelle le pape Jules II déclare qu’une élection pontificale entachée de simonie est ipso facto nulle et non avenue. 
Élu en novembre 1503, comme successeur de l’éphémère Pie III (26 jours de règne), Jules II s’empresse d’adopter cette disposition pour condamner l’élection d'un prédécesseur et ancien rival Alexandre VI (Rodrigo Borgia) ouvertement simoniaque. 
La bulle est reprise et promulguée (16 février 1513)  comme décret du Ve concile de Latran, convoqué par le même Jules II.